# Algernon Talmage

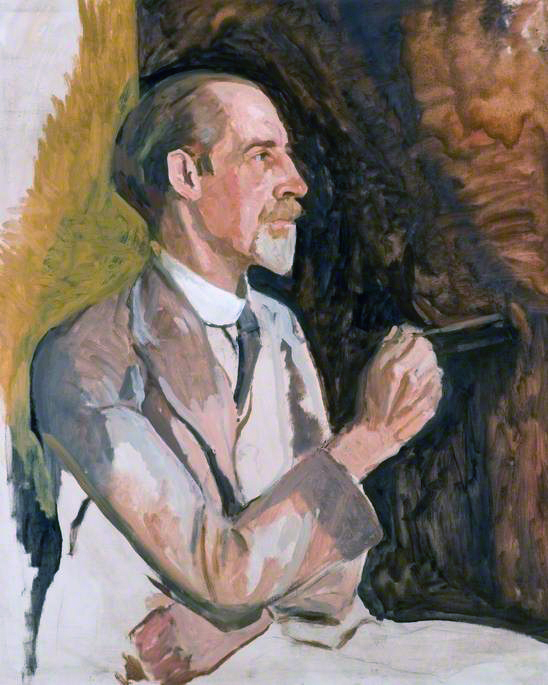
Algernon Talmage, Selbstporträt

Algernon Mayow Talmage (* 23. Februar 1871 in Fifield, Oxfordshire, England; † 14. September 1939 in Kew, London) war ein britischer impressionistischer Maler, Grafiker und Kunstpädagoge.

## Leben

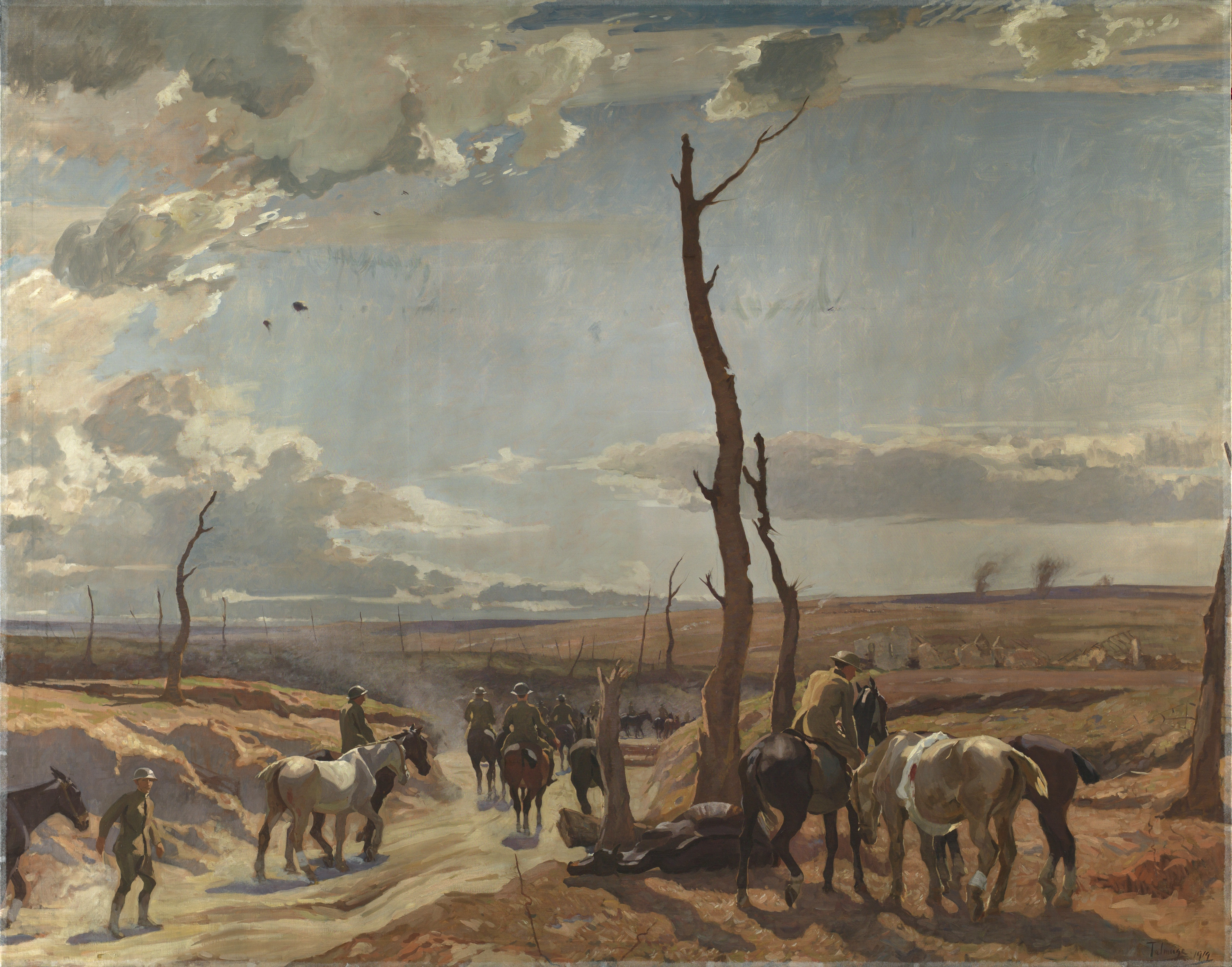
Das Gemälde zeigt eine Szene auf der Straße nach Heminel im französischen Frontgebiet von Cambrai. Zu sehen ist eine mobile kanadische Veterinäreinheit, die verwundete Pferde von der Frontlinie zu einer Evakuierungsstation bringt. Die mobilen Veterinäreinheiten waren Teil des Canadian Veterinary Services und arbeiteten vor Ort, um verwundete, kranke oder überanstrengte Tiere einzusammeln und ihnen erste Hilfe zu leisten, bevor sie mit dem Zug zurück in die Lazarette der Basis gebracht wurden.

Algernon Talmage wurde 1871 in Fifield, Oxfordshire, als Sohn des Geistlichen John Mayow Talmage geboren. In seiner Kindheit erlitt er bei einem Schusswaffenunfall eine bleibende Verletzung der rechten Hand, weshalb er mit der linken Hand malte. 1892 studierte er bei Hubert von Herkomer an der Herkomer School of Art in Bushey. Während dieser Zeit malte er zusammen mit Lucy Kemp-Welch, die beide ein großes Interesse an der Landschaftsmalerei und an Pferdemotiven hatten. Später zog er nach St Ives in Cornwall und trat der St Ives School bei. Algernon Talmage war ein renommierter Kunstlehrer. Unter anderem unterrichtete er Emily Carr während ihres Malstudiums in St Ives. Sie lebte und arbeitete in seinem Atelier, das damals den Namen „The Cabin“ trug und sich am Westcotts Quay in St Ives befand. Seine Kritik hatte einen wichtigen frühen Einfluss auf ihr Werk.
Algernon Talmage heiratete 1896 die Künstlerin Gertrude Rowe, mit der er zwei Töchter hatte. Im Jahr 1900 gründete er zusammen mit Albert Julius Olsson die Cornish School of Landscape, Figure and Sea Painting. Nach der Trennung von Gertrude Rowe 1907 zog er mit seiner ehemaligen Schülerin Hilda Fearon nach Chelsea, London. Während des Ersten Weltkriegs war Talmage offizieller Kriegskünstler Kanadas in Frankreich. Algernon Talmage arbeitete als Landschafts-, Porträt- und Tiermaler und schuf auch Radierungen. Seine erste Einzelausstellung fand 1909 in der Goupil Gallery in London statt. Algernon Talmage ist auch für sein Gemälde The Founding of Australia bekannt, das 1937 in der Royal Academy of Arts in London gezeigt wurde.